# Бруно Лерцер
Бруно Лерцер (нім. Bruno Loerzer; нар. 22 січня 1891, Берлін — пом. 23 серпня 1960, Гамбург) — німецький воєначальник часів Третього Рейху, генерал-полковник Люфтваффе. Кавалер Pour le Mérite (1918) та Лицарського хреста Залізного хреста (1940).

## Біографія
9 березня 1912 року вступив у 112-й (4-й Баденський) піхотний принца Вільгельма полк. Учасник Першої світової війни. 11 жовтня 1914 року закінчив авіаційну школу у Фрайбурзі, де познайомився з Германом Герінгом. З 12 жовтня 1914 направлений до 3-го льотного дивізіону, з 3 листопада 1914 року — пілот 35-го льотного дивізіону, потім літав у 25-му, 60-му, 203-му дивізіонах. У 1915 році літав у парі з Герінгом, був його веденим. 3 квітня 1916 року тяжко поранений і до січня 1917 року перебував у шпиталі. З січня 1917 року — командир 26-ї винищувальної ескадрильї, з грудня — 3-ї винищувальної ескадри. Вирізнявся великою особистою хоробрістю. До кінця війни на рахунку Лерцера були 44 збиті літаки (свій перший літак збив 21 березня 1916 року): він став 7-м за кількістю перемог німецьким асом.
У грудні 1918 року звільнений з армії і вступив льотчиком до Балтійського добровольчого корпусу (був у ньому до 31 березня 1920 року). Після війни залишався близьким другом Герінга, який залучив його до лав НСДАП. В 1930/33 роках — керівник Імперського об'єднання німецьких льотчиків. З 25 березня 1933 по 31 березня 1935 року — президент Німецького льотного союзу. З 26 липня по 25 жовтня 1935 року — імперський керівник повітряного спорту (Reichsluftsportführer).
1 квітня 1935 року запрошений Герінгом у щойно створені люфтваффе, штаб-офіцер для доручень в Імперському міністерстві авіації. Незважаючи на те, що Лерцер не мав здібностей самостійного командира, він обіймав високі посади в люфтваффе. 1 листопада 1935 року відряджений до авіагрупи «Шляйссгайм». З 1 квітня 1936 року — командир 1-ї групи 232-ї винищувальної ескадри, з 15 березня 1937 року — 334-ї винищувальної ескадри. З 1 квітня 1938 року — інспектор винищувальної авіації
З 1 листопада 1939 року — командир 2-ї авіаційної дивізії. 11 жовтня 1939 року дивізія була переформована на 2-й авіакорпус. Під час Французької кампанії корпус Лерцера входив до складу 3-го повітряного флоту генерала Гуго Шперрле та прикривав корпус генерала Гайнца Гудеріана. Коли Шперле наказав змінити тактику і замість серії атак малими підрозділами провести масовану атаку на Седан, Лерцер проігнорував його наказ і не поінформував своїх підлеглих. Це дозволило німецьким військам уникнути помилки, що могла призвести до катастрофи. Потім корпус був переданий у 2-й повітряний флот. Влітку 1941 року корпус Лерцера брав участь у боях у Росії, прикриваючи групу армій «Центр». У жовтні 1941 року корпус був перекинутий до Італії (його штаб розміщений в Мессіні), де прикривав морські шляхи на Середземному морі. З 23 лютого 1943 року — начальник Управління особового складу Верховного командування Люфтваффе (ОКЛ). 20 грудня 1944 року втратив свою посаду та був зарахований до резерву ОКЛ, а 29 квітня 1945 року звільнений у відставку. Під час Нюрнберзького процесу, куди був викликаний як свідок, Лерцер відмовився давати свідчення проти свого друга Герінга.

## Галерея

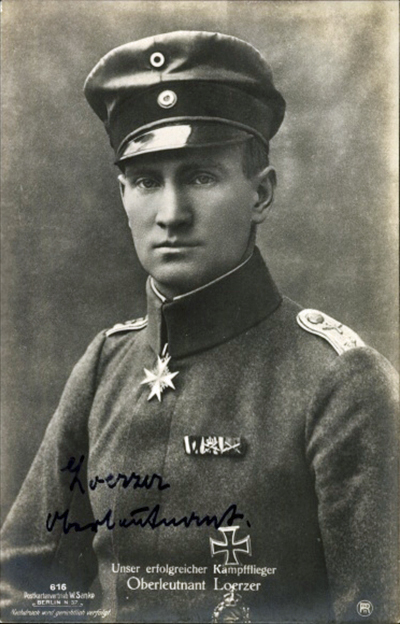
Лерцер в 1918 році.
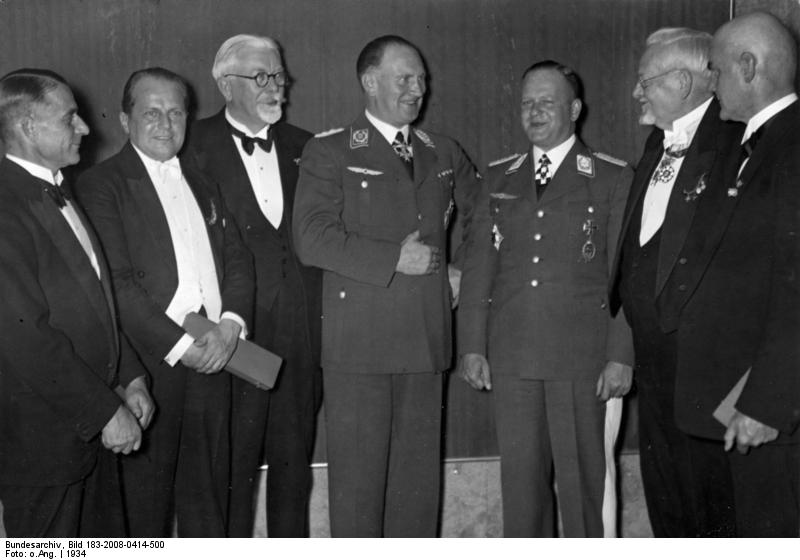
Лерцер (в центрі) під час Свята пілотів (1934).

Військова кар'єра
- 9 березня 1912 — фанен-юнкер-унтерофіцер
- 22 травня 1912 — фенрих
- 27 січня 1913 — лейтенант
- 18 квітня 1916 — оберлейтенант
- 2 жовтня 1918 — гауптман

- 1 квітня 1935 — оберст
- 1 квітня 1938 — генерал-майор
- 1 січня 1940 — генерал-лейтенант
- 19 липня 1940 — генерал авіації
- 16 лютого 1943 — генерал-полковник